# Halodiplosis inflorescentiae
Halodiplosis inflorescentiae är en tvåvingeart som beskrevs av Boris Mamaev 1991. Halodiplosis inflorescentiae ingår i släktet Halodiplosis och familjen gallmyggor.
Artens utbredningsområde är Kazakstan. Inga underarter finns listade i Catalogue of Life.